# Saul Chaplin
Saul Chaplin (Geburtsname: Saul Elias Kaplan; * 19. Februar 1912 in Brooklyn, New York City; † 15. November 1997 in Los Angeles, Kalifornien) war ein US-amerikanischer erfolgreicher Komponist und Liedtexter, der dreimal den Oscar für die beste Filmmusik und einen Grammy Award erhielt.

## Leben

### Erfolge als Komponist und Liedtexter
Nach dem Schulbesuch studierte Chaplin Wirtschaftswissenschaften an der School of Commerce und begann während dieser Zeit als Pianist in einem Orchester zu spielen, in dem Sammy Cahn als Geiger tätig war. Nachdem er 1936 Mitglied der American Society of Composers, Authors and Publishers (ASCAP) wurde, schuf er bereits einige Musiktitel für Kurzfilme wie I’m Much Obliged (1936). 1937 erwarb er mit Cahn die Rechte an dem Lied Bei Mir Bist Du Schoen von Sholom Secunda und Jacob Jacobs und machte die bekannte Jazzkomposition, nachdem diese grundlegend umgeschrieben wurde, zu einem Welthit durch Aufnahmen wie für das The Famous Carnegie Hall Concert 1938. Cahns und Chaplins Song „Dedicated To You“ gehörte zu den Titeln auf dem 1963 aufgenommenen Jazz-Album John Coltrane and Johnny Hartman.
Zu bekannten Kompositionen gehören ferner Lieder wie „Rhythm Is Our Business“, „Shoe Shine Boy“, „Rhythm In My Nursery Rhymes“, „Please Be Kind“, „If It’s the Last Thing I Do“, „Posin’“, „Dedicated to You“, „Inspiration“, „Tell Me Why“, „You Wonderful You“ und „Pipes of Pan“. Seine mit Al Jolson produzierte Single mit den Liedern „Anniversary Song“ und „Avalon“ war die siebtmeiste verkaufte Single in den USA 1947.

### Erfolge als Komponist von Filmmusik
1941 begann er in der Filmwirtschaft Hollywoods auch bei Musikfilmen wie Rookies on Parade zu arbeiten, wobei er neben Cahn auch mit Johnny Mercer und Don Raye zusammenarbeitete. Im Laufe seiner Karriere in Hollywood war er als musikalischer Leiter an der Herstellung von fast 40 Filmen beteiligt. Darüber hinaus erschienen seine Kompositionen und Lieder in rund 140 Filmen.
Bei der Oscarverleihung 1952 gewann er zusammen mit Johnny Green seinen ersten Oscar für die beste Musik in dem Musicalfilm Ein Amerikaner in Paris (1951). 1954 erhielt er mit André Previn eine Nominierung in dieser Kategorie für den Musikfilm Kiss Me Kate (1953).
1955 gewann er seinen zweiten Oscar für die beste Filmmusik gemeinsam mit Adolph Deutsch für den Musicalfilm Eine Braut für sieben Brüder (1954). Eine weitere Nominierung für diesen Oscar erfolgte bei der Oscarverleihung 1957 und zwar mit Johnny Green für den Musikfilm Die oberen Zehntausend (1956).
Seinen größten Erfolg hatte Chaplin mit der Musik für den Tanzfilm West Side Story (1961): Für diese erhielt er mit Johnny Green, Sid Ramin und Irwin Kostal 1962 sowohl seinen dritten Oscar für die „beste Filmmusik“ als auch einen Grammy in der Kategorie „Best Soundtrack Album or Recording of Original Cast from Motion Picture or Television“ und war außerdem für einen Golden Laurel in der Kategorie „Top Musical Score“ nominiert.
Chaplin, dessen Tochter Judy den Theaterregisseur und Produzenten Harold Prince heiratete, war von 1968 bis zu seinem Tod mit der Drehbuchautorin Betty Levin verheiratet. 1985 wurde er außerdem durch die Aufnahme in die Songwriters Hall of Fame geehrt.

## Filmografie (Auswahl)
- 1937: Hotel a la Swing (Kurzfilm)
- 1937: Manhattan Merry-Go-Round
- 1941: Two Latins from Manhattan
- 1945: Tonight and Every Night
- 1945: Leave It to Blondie
- 1946: Meet Me on Broadway
- 1946: Sambafieber (The Thrill of Brazil)
- 1946: Der Jazzsänger (The Jolson Story)
- 1948: Ich tanze in dein Herz (Ladies of the Chorus)
- 1949: Jolson Sings Again
- 1949: Heut’ gehn wir bummeln (On the Town)
- 1950: Summer Stock
- 1950: Einmal eine Dame sein (Two Weeks with Love)
- 1951: Ein Amerikaner in Paris (An American in Paris)
- 1952: Männer machen Mode (Lovely to Look At)
- 1952: Affäre in Trinidad (Affair in Trinidad)
- 1953: Cruisin’ Down the River
- 1953: Küß mich, Kätchen! (Kiss Me Kate)
- 1953: Eine Chance für Suzy (Give a Girl a Break)
- 1954: Eine Braut für sieben Brüder (Seven Brides for Seven Brothers)
- 1954: Damals in Paris (The Last Time I Saw Paris)
- 1955: Jupiters Liebling (Jupiter’s Darling)
- 1955: Unterbrochene Melodie (Interrupted Melody)
- 1956: Die oberen Zehntausend (High Society)
- 1956: Das kleine Teehaus (The Teahouse of the August Moon)
- 1958: König der Spaßmacher (Merry Andrew)
- 1961: West Side Story
- 1963: Bretter, die die Welt bedeuten (I Could Go On Singing)
- 1963: Judy and Her Guests, Phil Silvers and Robert Goulet (Fernsehfilm)